# Szálem al-Davszarí
Salem Al-Dawsari (Wadi Aldwaser, 1991. augusztus 19. –) szaúd-arábiai válogatott labdarúgó, az élvonalbeli el-Hilál középpályása. A 2014-es vb selejtezőin 1 gólt szerzett, amit Ausztrália ellen lőtt idegenben, a bal szélen kezelt le egy keresztlabdát, betört, átment Mark Milliganon és Mark Brescianón, mielőtt távolról ellőtte, a labda Mark Schwarzer kapujának jobb alsó sarkába került. Al-Dawsarit tartják Szaúd-Arábia talán legjobb fiatal játékosának. Jó képességei, technikája és passzai vannak, különösen jó a távoli lövésekben, megvannak ahhoz s képességei, hogy egy európai topbajnokságban játszhasson.